# Культура Воронежа
Воронеж является культурным центром Воронежской области. В городе развивается театральное искусство, для воронежцев и гостей города работает много музеев, библиотек, выставочных залов, дворцов культуры и клубов. В городе действуют 5 кинотеатров, филармония и цирк.
В городе проходят всероссийские и международные культурные мероприятия.
- С 2000 года проводится Всероссийский фестиваль японской анимации.
- С 2005 года проводится Всероссийский открытый конкурс на соискание Центрально-Чернозёмной региональной премии в области развития связей с общественностью «RuPoR».
- С 2005 года проводится ежегодный городской фестиваль русской песни «Золотая околица» имени А. И. Токмакова[1].
- C 2007 года проводится ежегодный Открытый фестиваль поэзии ВГТУ «Поэтех», организуемый Воронежским государственным техническим университетом.
- С 2011 года проводится международный Платоновский фестиваль искусств (International Platonov Arts Festival).

## Библиотеки
- В конце XIX века имелись публичные библиотеки и клубы с читальнями.[2]
- Во второй половине XIX века в Воронеже начали открываться публичные библиотеки[3]: салон-библиотека при магазине И. С. Никитина, публичная библиотека во флигеле Тулиновых и библиотека Митрофановского монастыря с читальным залом.
- На начало 2009 года в Воронеже существуют следующие крупные библиотеки: Воронежская областная универсальная научная библиотека им. И. С. Никитина, Воронежская областная юношеская библиотека им. В. М. Кубанева, Воронежская специальная городская библиотека искусств имени А. С. Пушкина и др. Среди вузовских библиотек города ведущее положение занимает Зональная научная библиотека Воронежского государственного университета[4][5].
- С начала 2009 года в Воронежской областной универсальной научной библиотеке им. И. С. Никитина проводятся лекции «Духовные основы русской культуры»[6].

## Наука и образование
В 1702 году из Воронежа к устью реки Воронеж ушли 15 боевых кораблей, из них только три — «Разжённое железо», «Святая Наталья» и «Святой Георгий» — были полностью укомплектованы офицерами и матросами. 2 мая 1702 года Апраксин в своём письме в Москву писал, что офицеры на воронежской верфи очень нужны. В 1703 году в Воронеже открывается первая городская школа для подготовки младших офицеров, которая стала первой в России школой такого профиля. Непроявивших больших способностей к учёбе отправляли в мастеровые. В 1714 году появилась первое городское учебное заведение для детей от 10 до 15 лет. В 1786 году в городе создано Народное училище, которое в 1809 году преобразовано в губернскую гимназию.

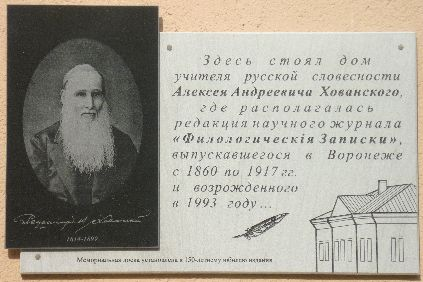
Мемориальная доска к 150-летию журнала Хованского, ул. К.Маркса, 44

Начало светской научной деятельности в Воронеже связано с творчеством Алексея Андреевича Хованского, учителя русского языка в Михайловском кадетском корпусе, основателя и редактора-издателя первого в России частного научного языковедческого журнала «Филологические записки», первый номер которого вышел в свет в 1860 году. Научный журнал Хованского более чем на полвека предварил появление в Воронеже первого научного (высшего) учебного заведения — Сельскохозяйственной академии (1913).
В начале XX века сфера образования была представлена духовной семинарией, одной мужской и двумя женскими гимназиями, мужской и женской прогимназиями. Также имелись: реальное училище, кадетский корпус и училища: духовное, уездное, железнодорожное, епархиальное, фельдшерское; учительская семинария; до 40 городских школ и училищ.
Сегодня в городе находится 37 высших учебных заведений и 53 средних специальных учебных заведений, в которых обучаются свыше 127 тысяч студентов. Дети дошкольного возраста посещают 116 детских садов, а 128 школ города посещают около 118 тысяч школьников. В некоторых средних общеобразовательных учебных заведениях школьники имеют возможность изучать отдельные предметы более углублённо. В Воронеже широко представлена и система дополнительного образования. Самый разнообразный спектр образовательных программ для детей и взрослых — от изучения иностранных языков до комплексного развития индивидуальности — предлагают негосударственные образовательные учреждения.
В 2001 году была открыта Традиционная гимназия во имя святителя Митрофана Воронежского, единственное в Воронежской области бесплатное общеобразовательное учреждение без государственного финансирования. 27 ноября 2002 года на основе распоряжения Главы города Воронежа была создана создана Воронежская кадетская школа, которая является продолжателем традиций существовавшего ранее Суворовского военного училища. В 2008 году Воронеж занял первое место среди городов России по количеству отличников по результатам ЕГЭ.
В Воронеже имеется Михайловский кадетский корпус.

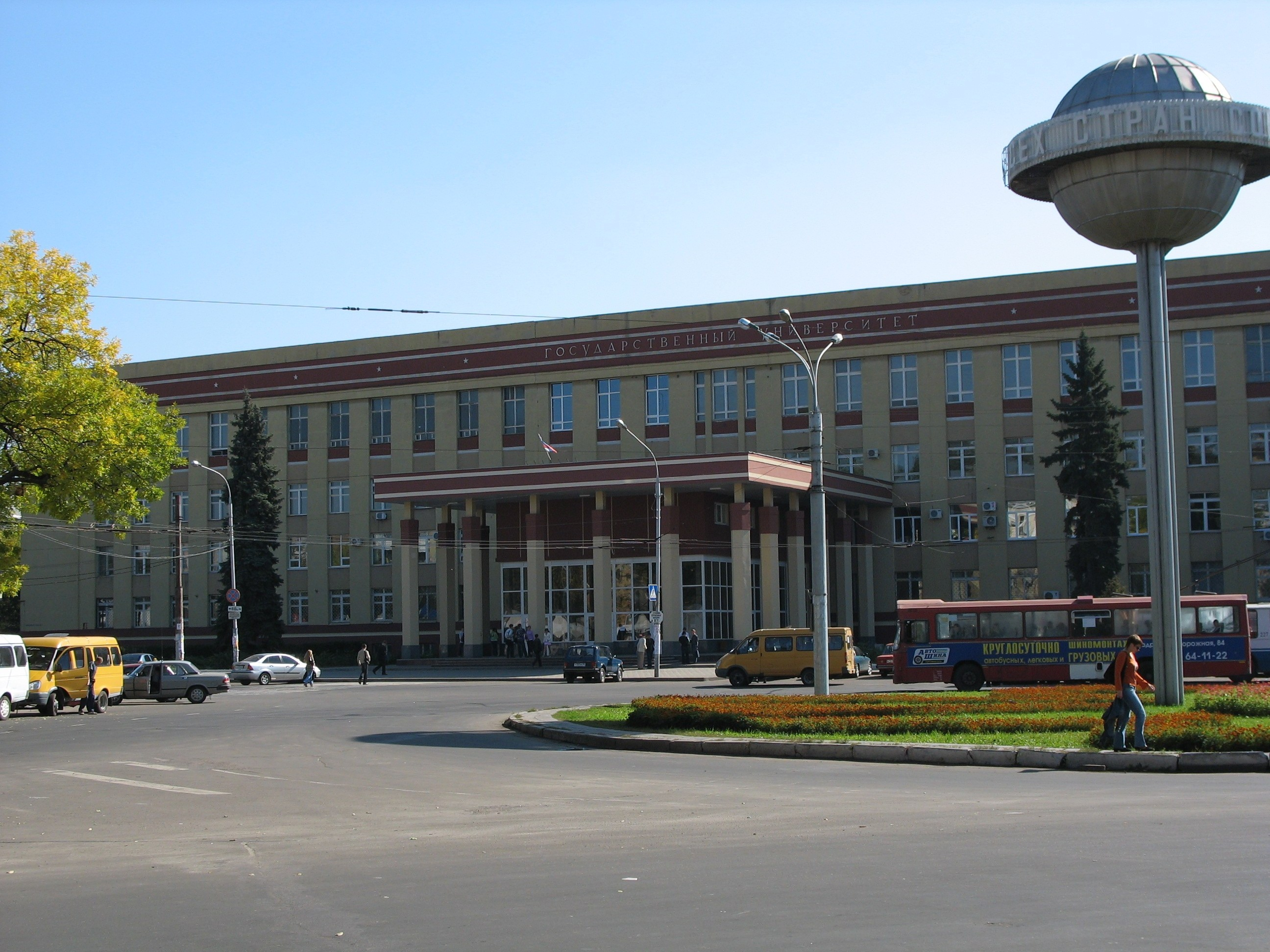
Главный корпус Воронежского государственного университета

В Воронеже 5 государственных университетов:
- Военный авиационный инженерный университет (ВАИУ)
- Воронежский государственный аграрный университет имени Императора Петра I (ВГАУ)
- Воронежский государственный педагогический университет (ВГПУ)
- Воронежский государственный технический университет (ВГТУ)
- Воронежский государственный университет (ВГУ)

При их участии, а также научных организаций ((Концерна «Созвездие», КБХА и др.)) и других высших учебных заведений в Воронеже ежегодно проводятся международные научные конференции по различным научным направлениям: физике, математике, истории, радиотехнике, биологии, архитектуре и др.

## Театры

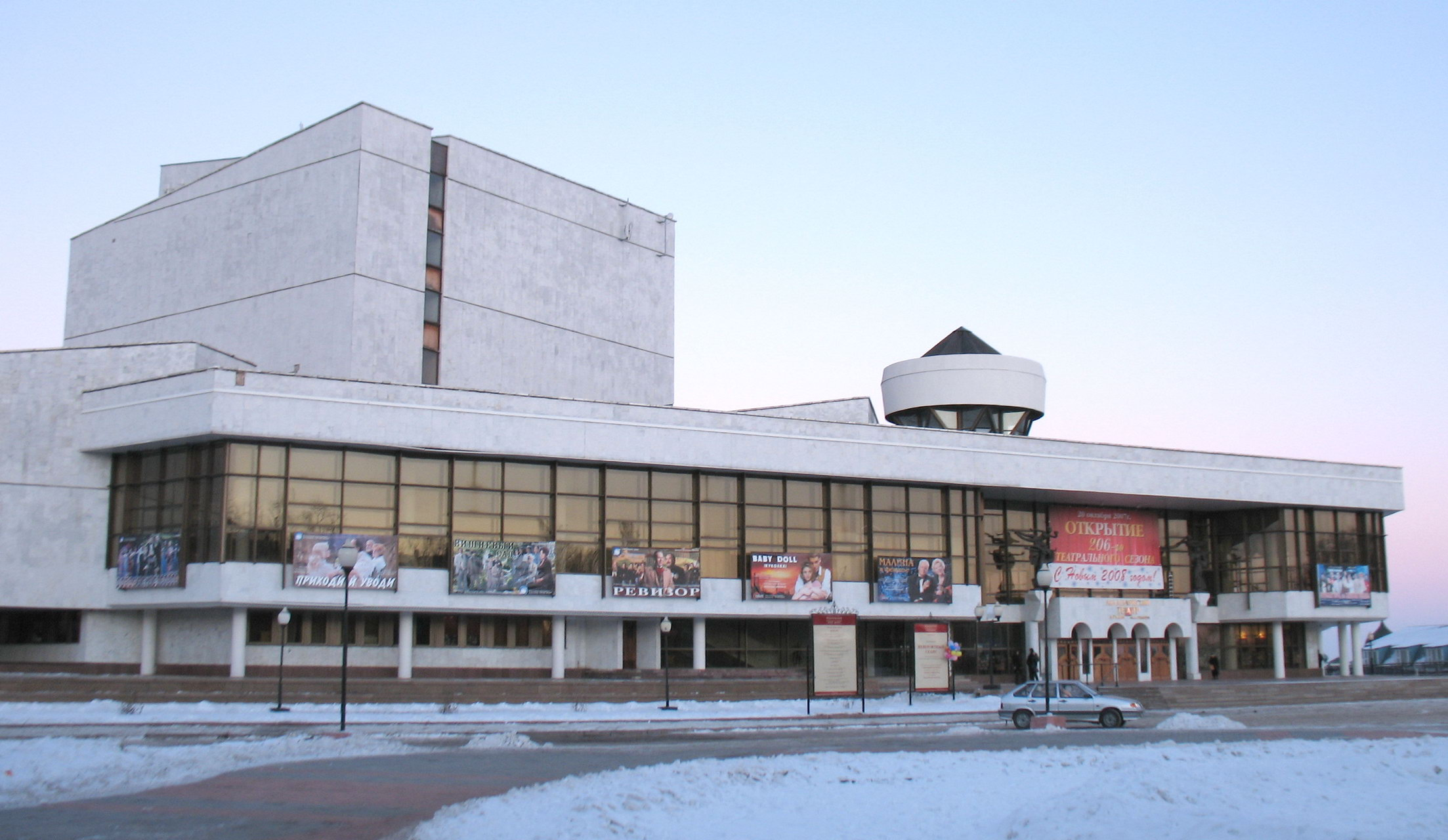
Воронежский драматический театр (новое здание)

В Воронеже действуют Государственный Воронежский академический театр драмы имени А. Кольцова, Воронежский государственный театр оперы и балета, Воронежский государственный театр юного зрителя, Воронежский Камерный театр и Воронежский театр кукол «Шут».
Главный режиссёр Воронежского Камерного театра Михаил Бычков — лауреат Премии имени К. С. Станиславского. В 2001 году спектакль Камерного театра «Дядюшкин сон» претендовал на получение главных наград Национального театрального фестиваля «Золотой Маски» в пяти номинациях. Лауреатом стала Татьяна Кутихина за роль Москалевой.
В марте 2006 года в городе был создан Детский театр зверей, который проводит репетиции и даёт спектакли во Дворце творчества детей и молодёжи.

## Воронежский русский народный хор
Государственный академический (с 1987) Воронежский русский народный хор им. К. И. Массалитинова был основан в 1942 на базе лучших колхозных хоров области. Создатель хора и его художественный руководитель (до 1964) — композитор и хоровой дирижёр К. И. Массалитинов. Хор выступал на фронтах Великой Отечественной войны, занял 1-е место на Всероссийском смотре русской народной песни в 1944. В 2010 г. Воронежский хор стал лауреатом премии Правительства Российской Федерации в области культуры. Художественными руководителями в разные годы были А. П. Мистюков, Ф. И. Маслов, В. Н. Помельников, среди ведущих исполнителей М. Н. Мордасова, Ю. Ф. Золотарёва, Е. М. Молодцова, Е. М. Осипова. При хоре функционируют оркестр и танцевальная группа.

## Музеи
В Воронеже действует множество музеев:
- Воронежский областной краеведческий музей (Плехановская ул., 29)
  - Музей «Арсенал», посвящённый ВОВ. Памятник архитектуры XVIII в. (ул. Степана Разина, 43)
  - Дом-музей А. Л. Дурова (посвящён жизни и творчеству А. Л. Дурова, адрес ул. Дурова, 2)[22]
- Воронежский областной литературный музей им. И. С. Никитина[23]
  - Дом-музей Никитина (Никитинская ул., 19)
- музей боевой славы «Диорама»
- Дом-музей Кольцова (ул. Большая Стрелецкая)
- Воронежский областной художественный музей им. И. Н. Крамского
- музей пожарного дела[24]
- Дом, где родился Иван Бунин (пр-т Революции, 3)
- Общественный музей С. А. Есенина[25]
- Народный музей С. А. Есенина
- Музей истории развития образования Воронежской области

В Областном художественном музее имени И. Н. Крамского собраны экспонаты, посвященные античности, Древнему Египту, русская и западноевропейская живопись XVIII—XX столетий, графика, иконы, скульптуры, полотна знаменитых воронежских живописцев. Здание музея — бывший Воронежский дворец, XVIII века (пр. Революции, 18) В музее проходят выставки, посвящённые музейному делу, истории костюма и др.

## Дворцы культуры
В настоящее время в качестве дворцов культуры действуют Дворец творчества детей и молодежи, Дворец культуры Железнодорожников, Городской дворец культуры (бывший ДК Машиностроителей), Дом пионеров, ДК им. Ленина, ДК Шинного завода, Областной дворец культуры (бывший Дом офицеров) и другие
Утраченными дворцами культуры являются: Дворец культуры имени С. М. Кирова (здание заброшено после пожара в 2006 году), ДК им. 50-летия Октября от механического завода (Здание продано и снесено в 2022) и ДК Завода имени Коминтерна (продано, в настоящее время расположен ночной клуб) 

## Кинотеатры
В городе работают 5 кинотеатров: «Пролетарий», «Спартак», «Юность»,«Иллюзион». Имеются кинозалы в торговом центре «Московский проспект», «Максимир», «Арена», «Сити Град» и «Галерея Чижова». В советское время в городе работало 12 кинотеатров. С тех пор были закрыты: «Октябрь», «Комсомолец», «Первомайский», «Заря», «Луч», «Дружба», «Старт»0«Мир», и «Родина».

## Фонтаны

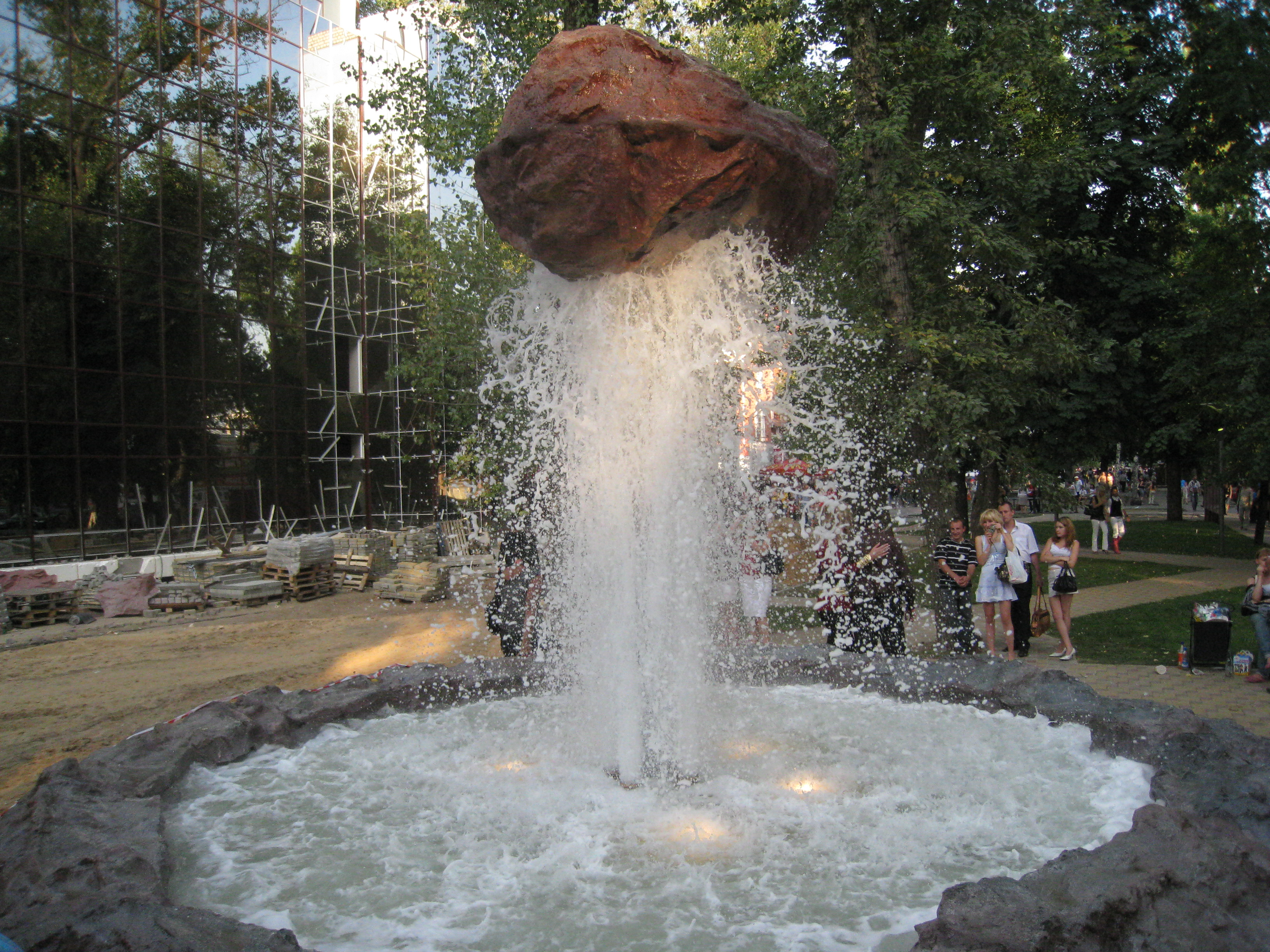
Фонтан «Парящий камень»

В современном Воронеже созданы фонтаны в Петровском сквере, в Кольцовском сквере, у Театра кукол «Шут», рядом с площадью Победы, фонтан в парке Авиастроителей, в парке «Орленок», в сквере напротив главного корпуса ВГТУ (сейчас не действует), у входа в ВЗПП (Ленинский проспект) (сейчас не действует), у магазина «Курский» (проспект Патриотов), фонтан «Парящий камень» в сквере у Дома Офицеров (демонтирован), фонтан на Советской площади (действует периодически).

### Воронеж в литературе
- Воронеж упоминается в поэзии О. Э. Мандельштама. В 1934—1937 годы за антисталинскую эпиграмму «Мы живём под собою не чуя страны…» поэт отбывал ссылку в Воронеже, где написал сборник стихов «Воронежские тетради». Среди них стихотворение «Пусти меня, отдай меня, Воронеж…».
- В книге А. Н. Толстого «Пётр I» Воронеж упоминается при описании Азовских походов.
- В мемуарах советского авиаконструктора Александра Сергеевича Москалева «Голубая спираль»[31] рассказывается о строительстве на Воронежском авиационном заводе самолётов САМ-5 (Самолёт Александра Москалёва), с помощью которых были поставлены мировые рекорды достижения высоты и дальности полёта. В книге также содержатся сведения о жизни и работе выдающегося конструктора.
- Книга Анатолия Владимировича Жигулина «Чёрные камни» автобиографична. В ней автор описывает создание антисталинской молодёжной организации, которая действовала в Воронеже в 1948—1949 годы.
- В повести А. И. Приставкина «Ночевала тучка золотая» Воронеж упоминается как город по пути главных персонажей из Москвы в Грозненскую область.
- В романе Дмитрия Чугунова «Любовь в Датском королевстве» события происходят в неназванном городе, в котором отчётливо угадывается Воронеж конца 1980 — начала 1990-х годов.
- Один из самых известных уроженцев города — Андрей Платонов часто изображает Воронеж и сёла в его окрестности в своих рассказах.

### Воронеж в кинематографии
- Судьба человека
- В начале славных дел
- На заре туманной юности
- Особо важное задание
- Певучая Россия
- Котёнок с улицы Лизюкова — мультфильм
- Мужская женская игра — снимался в Воронеже
- Икорный барон — снимался в Воронеже
- В скетчкоме «Наша Russia» есть сюжетная линия про Воронеж с вымышленной учительницей престижной школы Снежаной Денисовной (Сергей Светлаков) которая обогащается за счёт доверчивых учеников и их богатых родителей, пуская в ход обман, шантаж и мошенничество.

## Известные художники
- Бучкури, Александр Алексеевич (18.11.1870 — 05.07.1942) — художник, живописец, мастер портретов, исторических и бытовых сцен. Ученик И. Е. Репина. Премия им. А. И. Куинджи (1905). Член президиума правления «Союза художников ЦЧО». В 1942 году, в период временной оккупации Воронежа, погиб от рук фашистских захватчиков.
- Гуревич, Михаил Владимирович (род. 1924) — художник, живописец, график, иконописец, изобретатель, ветеран ВОВ.